# Piñeiro (Pastoriza)
Piñeiro (llamada oficialmente San Cosme de Piñeiro) es una parroquia española del municipio de Pastoriza, en la provincia de Lugo, Galicia.

## Organización territorial
La parroquia está formada por nueve entidades de población:
- Ameixide
- Castro (O Castro)
- Curro (O Curro)
- Fontela
- Outeiro (O Outeiro)
- Ramalleira (A Ramalleira)
- San Cosme
- Santadrao
- Veiga (A Veiga)

## Demografía
| Gráfica de evolución demográfica de Piñeiro entre 2000 y 2020 |
|                                                               |
| Datos según el nomenclátor publicado por el INE.              |